# 藤木保彦
藤木 保彦（ふじき やすひこ、1945年11月27日 - ）は、日本の経営者。オリックス社長を務めた。

## 経歴
東京都出身。1968年に早稲田大学商学部を卒業し、同年に日興証券に入社。1971年7月に三菱開発を経て、1976年11月にオリエント・リースに転じ、1994年6月に取締役に就任し、1999年6月に常務を経て、2000年4月には宮内義彦の後任として、社長に就任。2008年1月に会長に就任。